# Веселе (Самарівський район)
Веселе (до 1 квітня 2016 — Радсело́) — село в Україні, в Губиниській селищній громаді Дніпропетровської області. Населення за переписом 2001 року становить 109 осіб.

## Географія
Село Веселе розташоване на відстані за 1,5 км від села Новостепанівка. Поруч проходить автомобільна дорога Т 0422.

## Населення

### Мова
Розподіл населення за рідною мовою за даними перепису 2001 року:
| Мова            | Кількість | Відсоток |
| --------------- | --------- | -------- |
| українська      | 98        | 89.91%   |
| російська       | 6         | 5.50%    |
| інші/не вказали | 5         | 4.59%    |
| Усього          | 109       | 100%     |